# Бровилије
Бровилије (фр. Brauvilliers) насеље је и општина у североисточној Француској у региону Лорена, у департману Меза која припада префектури Бар ле Дик.
По подацима из 2011. године у општини је живело 166 становника, а густина насељености је износила 17,93 становника/km². Општина се простире на површини од 9,26 km². Налази се на средњој надморској висини од 280 метара (максималној 318 m, а минималној 219 m).

## Демографија
| 1962. | 1968. | 1975. | 1982. | 1990. | 1999. | 2011. |
| ----- | ----- | ----- | ----- | ----- | ----- | ----- |
| 132   | 196   | 188   | 169   | 161   | 149   | 166   |

График промене броја становника у току последњих година